# 陀羅經被
陀羅經被，一種織有金梵字經文的随葬物。
清代皇帝和后妃（嬪以上）可用。貴人以下，可由皇帝賞賜。王公大臣死後，奏上遺疏，亦可由皇帝賞賜。

## 陀羅經被的來歷用途
「陀羅經被」 又名「陀羅尼被」、「陀羅尼衾」，因常用在往生者或往生動物身上，又稱「往生被」，上面有多種由梵文或藏文、中文書寫的諸佛菩薩真言密咒及諸佛菩薩、金剛力士的功德名號。佛教認為，它具有不可思議之大威德加持力，無論男女，在壽終之際將此衾覆蓋其遺體上，能令亡者罪滅福生，免除過去世間一切冤家魔障之難，亡者身心安樂，阿彌陀佛接引往生極樂世界；陀羅尼往生被的使用不拘對象，不論信教與不信教的男女老少，臨終均可使用，甚至生前並不信教，毀謗三寶（佛、法、僧），撥無因果，薄福少德者，亦可通過使用此被消除罪業，與三寶結緣，俗傳亡人披了陀羅尼經被到了陰間，閻羅王見了都得站起來，恭敬三分。

## 皇帝、后妃的陀羅經被
皇帝駕崩後用的是黃緞織金，五色梵字，每一幅都由活佛念過經、持過咒，名貴非凡。「梓宮用織金梵字陀羅呢黃緞衾一，織金五色梵字陀羅呢緞五。皇后至妃嬪亦皆用陀羅呢衾、陀羅呢緞。貴人以下，則待恩賜方准用。」

## 王公大臣的陀羅經被
而親藩勛舊及大臣之被殊眷者，飾終令典始得被賜。「本朝王大臣有薨沒者，上特賜它（陀）羅經被，被以白綾為之，刊金字番經於其上，時得賜者以為寵幸，蓋即古人賜東園秘器類也。」
賜大臣的陀羅經的式样有不同的描述：昭槤《嘯亭續錄》講是白綾印金色藏文喇嘛經；而陳恆慶《歸里清譚》講是黑綾印金色滿文喇嘛經。兩相比較，昭槤的說法似乎更可信一些，他是禮親王，在皇朝頂級人群中生活，經多見廣又留心掌故，所記應該不差。載濤《清末貴族之生活》講是黃綾印紅色梵文大悲咒。與昭槤所講又相異，可能是時代變遷引起的變化，兩人同為宗室王公，但生活時代相差百年。